# Focus: das zeitkritische Magazin
Focus: das zeitkritische Magazin (ISSN 0046-4287) war eine bedeutende nonkonformistische Schweizer Studentenzeitschrift, die von 1969 bis 1979 existierte.
Focus war unter anderem «Sprachrohr» von Schriftstellern wie Walter Matthias Diggelmann, Sergius Golowin und Hans Mühlethaler.

## Erscheinungsverlauf
Focus wurde 1969 von Peter W. Baumann gegründet, der auch erster Chefredaktor des Magazins war. Es erschien von 1969 bis 1979 in 110 Ausgaben beim Focus-Verlag in Zürich. Ab 1972 hatte es ein neues Format. 1973 absorbierte es die Zeitschrift Agitation (ISSN 1421-7112). 1979 fusionierte es mit der LeserZeitung (ISSN 1421-7104) und bildete den Tell (ISSN 1421-7090).